# William Ferney
 (avril 2023).
William Ferney, né le 19 mars 1978 à Villavicencio, est un défenseur des droits humains et homme politique colombien. Il est représentant depuis le 20 juillet 2022.
Militant pacifiste et écologiste, sa famille dénombre plus de onze personnes décédées en raison du conflit armé colombien, entre les guérilleras et l'armée colombienne. Il est reconnu par une commission comme un revendicateur de terres volées à Mapiripán.

## Biographie

### Une famille victime du conflit armé
William Ferney est né le 19 mars 1978 à Villavicencio. Il a été élevé par ses grands-parents et ses oncles maternels, qui lui ont appris les coutumes et le métier de paysan.
Selon Ferney, sa famille est victime du conflit armé depuis l'assassinat du dirigeant libéral Jorge Eliécer Gaitán le 9 avril 1948. Son arrière-arrière-grand-père Dufí Aljure était proche du lieu de l'assassinat de Jorge Eliécer Gaitán à Bogota, il était présent dans un café proche et fut tué d'une balle dans la tête lors des réactions violentes du Bogotazo.
Son grand-père est Dumar Aljure (en), un dirigeant d'une guérillera libérale dans la région des Llanos. Il signa avec le président Gustavo Rojas Pinilla un accord de paix afin de créer le parti libéral de cette même région, mais fut assassiné le 5 avril 1968.
Au début de l'année 1968, le guérillero Dumar Aljure a assassiné un barman en présence d'un sergent. Après cet assassinat, l'armée a passé plusieurs mois à sa recherche et le 5 avril 1968, l'armée et la police ont attaqué la maison d'Aljure à Rincón de Bolívar. Une longue fusillade s'ensuivit, qui laissa mort Aljure, sa femme et ses treize guérilleros.
Le même jour de l'assassinat de son grand-père, l'armée a également assassiné et fait disparaître les corps de sa grand-mère Ana Felisa Peña et de ses oncles Floresmiro, Asael et Ana Felisa Peña dans leur ferme à Fuente de Oro.

#### Parcours professionnel et dépossession de ses terres
William Ferney mène ses études à Villavicencio, il est diplômé d'une école secondaire.
En 2012, lorsque son frère et lui ont voulu retourner dans leur ferme à Mapiripán, dont ils sont propriétaires par héritage, ils ont été retenus par plusieurs groupes paramilitaires comme «Calibre », « Calamisco », « Mona » et « Harvey ». Selon Ferney, « Ils ont prétendu que la ferme leur appartenait parce qu'ils lui avaient donné un nom ».
Depuis la même année, il possède un magasin de motos à Mapiripán.

### Parcours politique pacifiste
Engagé pour l'arrêt du conflit armé colombien et militant écologiste, il est reconnu par la Commission inter-églises Justice et Paix comme un demandeur de terres volées à Mapiripán et il mène depuis trois ans des actions de protection de l'environnement avec des communautés paysannes et indigènes.
Il est également une personnalité importante du processus de paix à La Havane et membre de l'Organisation des communautés construisant la Paix.
Lors des élections législatives de 2022, William Ferney est investi par l'Association des Producteurs Paysans du Bajo Ariari dans les Circonscriptions spéciales transitoires pour la paix dans les deux départements Meta et Guaviare. Il est élu avec plus de 2100 voix.